# Кешкема
Кешкема — озеро на территории Калевальского городского поселения Калевальского района Республики Карелии.

## Общие сведения
Площадь озера — 1,2 км². Располагается на высоте 113,2 метров над уровнем моря.
Форма озера овальная: оно вытянуто с северо-запада на юго-восток. Берега каменисто-песчаные.
Из залива на западной стороне озера вытекает ручей Чикша, который, протекая через озеро Чикша, впадает в озеро Среднее Куйто.
На южном берегу озера располагается посёлок Куусиниеми, через который проходит автодорога 86К-3 («Р21 Автомобильная дорога Р-21 „Кола“ — Калевала — Лонка»).
Код объекта в государственном водном реестре — 02020000811102000004883.

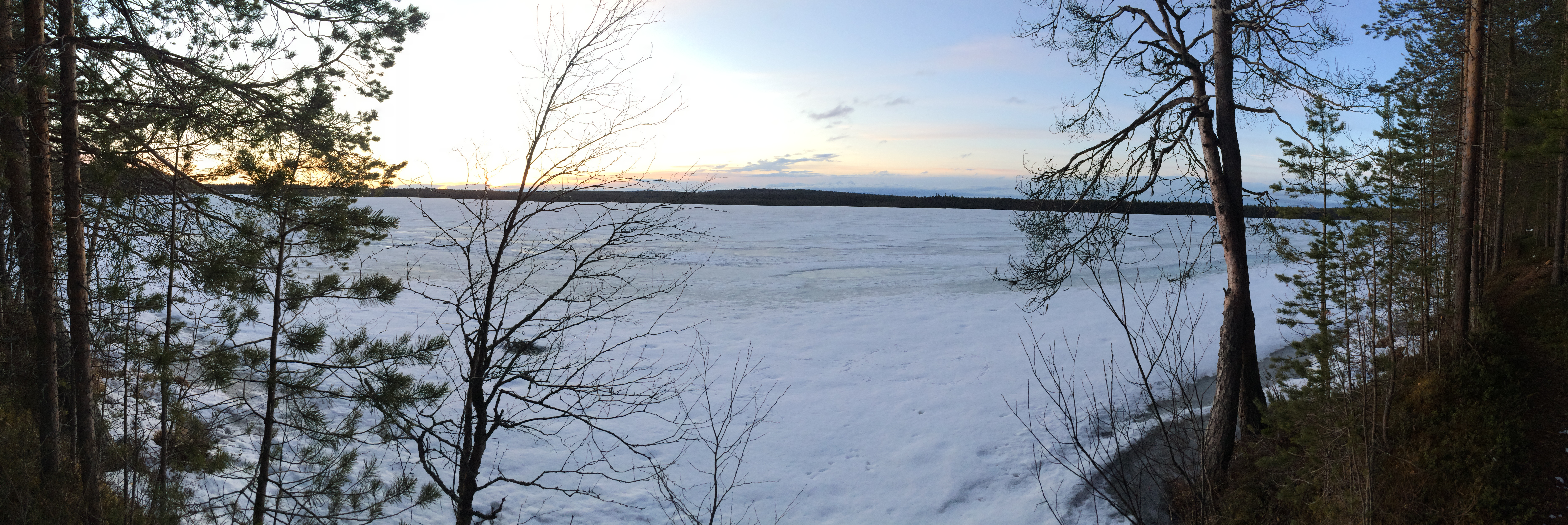
Панорама.